# روگووو
روگووو (به لهستانی:  Rogowo) یک روستا در لهستان است که در گمینا روگووو (شهرستان ژنین) واقع شده‌است. روگووو ۲٬۰۰۰ نفر جمعیت دارد.